# برندون فلین
برندون فلین (انگلیسی: Brandon Flynn؛ زادهٔ ۱۱ اکتبر ۱۹۹۳) هنرپیشه اهل ایالات متحده آمریکا است. فلین بیش‌تر برای بازی در نقش جاستین فولی در سریال ۱۳ دلیل برای اینکه از نتفلیکس شناخته شده‌است. از دیگر آثار وی می‌توان به مجموعه تلویزیونی مرگ مغزی، فصل سوم کارآگاه حقیقی و فیلم سینمایی چهره کشنده اشاره کرد.

## تولد و تحصیل
فلین در میامی به دنیا آمد و آنجا بزرگ شد و در مدرسه هنرهای نیو ورلد تحصیل کرد. او در سال ۲۰۱۶ از دانشگاه راتگرز در نیوجرسی با مدرک لیسانس هنرهای نمایشی فارغ‌التحصیل شد. فلین در نخستین تجربه اجرا در سن ده سالگی در یک اقتباس موزیکال از داستان پیتر پن به روی صحنه رفت. او یک یهودی است.

## حرفه
در سال ۲۰۱۶، نقش یک کارآموز را در یکی از اپیزودهای مجموعه تلویزیونی مرگ مغزی ایفا کرد. در همین سال، او در نمایش موزیکال پیروزی کودک اثر جان کندر در آف برادوی به روی صحنه رفت. شخصیت او برخلاف دیگر کارکترهای نمایش، اجرای خوانندگی نداشت. فلین نقش‌های کوچک و مکملی در آثار مختلف همچون مجموعه تلویزیونی آزیرها یا اقتباس از نمایشنامه‌های هیاهوی بسیار برای هیچ و بوته آزمایش ایفا کرد.
در فاصله سال‌های ۲۰۱۷ تا ۲۰۲۰، بیش‌تر وقت فلین صرف بازی در نقش جاستین فولی در سریال درام ۱۳ دلیل برای اینکه از نتفلیکس شد. فلین در سال ۲۰۱۸ در سه قسمت از فصل سوم کارآگاه حقیقی ایفای نقش کرد.
فلین در سال ۲۰۲۰ در نخستین تجربه حضور در یک فیلم سینمایی، در فیلم چهره کشنده ایفای نقش کرد.

## زندگی شخصی
فلین یک همجنسگرای آشکار است. او از سپتامبر ۲۰۱۷ تا ژوئن ۲۰۱۸ با سم اسمیت خواننده انگلیسی در رابطه بود.    
در سپتامبر ۲۰۱۷، فلین در پستی در صفحه اینستاگرام خود به فشارها مبنی بر عدم رای به قانونی شدن ازدواج همجنس‌گرایان در استرالیا اعتراض کرد.